# Catalina Razzini
Catalina Razzini née en 1984, est une scénariste et réalisatrice bolivienne.

## Biographie
Catalina Razzini est née et a grandi à La Paz. Au lycée, elle pratique le théâtre. Elle apprend la photographie et réalise ses premiers courts métrages. Elle étudie la littérature, à l'Université de San Andrés, en Argentine, puis le cinéma à l'Université catholique de La Paz. Elle poursuit ses études en réalisation audiovisuelle à l'Escuela de Artes y Espectáculos de Madrid en 2012.
De retour en Bolivie, elle travaille dans la production audiovisuelle. Elle enseigne le cinéma à La Paz’s Film and Audiovisual School. En 2021, elle réalise son premier long métrage Cuidanda al sol. Le film suit Lucia âgée de 10 ans qui vit sur une île du lac Titicaca.

## Films
- Cuidanda al sol, 84 min, 2021

## Prix et distinctions
- Meilleure réalisation, meilleure photographie, Festival internacional de Cina de Oruro, Bolivie, 2022[4]
- Meilleur script, Festival Régional et International du Cinéma de Guadeloupe, 2022[5]